# Alain Gottvallès
Alain Alex Jean Gottvallès (Casablanca, Marruecos, 22 de marzo de 1942 - Aubenas, Francia, 29 de febrero de 2008) fue un nadador francés, nacido en Marruecos, especializado en pruebas de estilo libre. Fue campeón de Europa en 100 metros libres en el año 1962.
Batió el record del mundo de 100 metros libres el 13 de septiembre de 1964 (52.90), siendo además el primer nadador en bajar de los 53 segundos.

## Fallecimiento
Falleció a los 65 años debido a un cáncer de huesos.

## Palmarés internacional
| Campeonato Europeo de Natación | Campeonato Europeo de Natación | Campeonato Europeo de Natación | Campeonato Europeo de Natación |
| Año                            | Lugar                          | Medalla                        | Prueba                         |
| ------------------------------ | ------------------------------ | ------------------------------ | ------------------------------ |
| 1962                           | Leipzig (Alemania)             | Medalla de oro                 | 100 m libre                    |
| 1962                           | Leipzig (Alemania)             | Medalla de oro                 | 4 × 100 m libres               |
| 1962                           | Leipzig (Alemania)             | Medalla de plata               | 4 × 200 m libres               |